# 粟津貴嗣
粟津 貴嗣（あわづ たかつぐ、4月18日 - ）は、日本の元男性声優。兵庫県西宮市出身。

## 経歴
劇団21世紀FOX、ぷろだくしょんバオバブを経て、アトミックモンキーに所属していた。
芸名は粟津 貴嗣 → 小泉 一郎太（こいずみ いちろうた） → 粟津 貴嗣の順に変更した。
2023年8月31日、アトミックモンキーから同日付けで、声優業を引退・廃業することが発表された。

## 人物
方言は神戸弁、関西弁。
趣味・特技は映画鑑賞、ジャグリング。

## 後任
粟津の引退後に役を引き継いだ人物は以下の通り。 
| 後任     | 役名                       | 概要作品     | 代役・後任の初担当作品 |
| -------- | -------------------------- | ------------ | ---------------------- |
| 岡田雄樹 | アライグマくんのおとうさん | 『ぼのぼの』 | 第379話                |

## 出演
太字はメインキャラクター。

### テレビアニメ
1998年
- 金田一少年の事件簿（1998年 - 1999年、係員、香取マキオ）

1999年
- GTO（勝山、男子、男子生徒）

2000年
- 犬夜叉（村人達）
- タイムボカン2000 怪盗きらめきマン（浦島太郎）

2001年
- ガイスターズ FRACTIONS OF THE EARTH（アンテ、男D）
- ゾイド新世紀スラッシュゼロ（オマリー）

2003年
- 成恵の世界（男子生徒C）
- NARUTO -ナルト-（2003年 - 2006年、ネジリ、チンピラ、下忍、剣ミスミ〈2代目〉）

2004年
- 巌窟王（友人）
- 蒼穹のファフナー Dead Aggressor（男子生徒）
- ビューティフル ジョー（ビアンキー）
- BLEACH（2004年 - 2005年、ギターのシゲオ、ボハハ〜(3)）
- 焼きたて!!ジャぱん（2004年 - 2005年、観客、新人）

2006年
- 少女チャングムの夢
- びんちょうタン（的屋）

2011年
- 銀魂'（蓮蓬C、男A）
- C3 -シーキューブ-（八百道、生徒）

2012年
- イクシオン サーガ DT（預言者B）
- カンピオーネ! 〜まつろわぬ神々と神殺しの魔王〜（ラジオの声）
- ソードアート・オンライン（盗賊、応援部隊）
- 男子高校生の日常（生徒B）

2014年
- アルドノア・ゼロ（火星オペレーター、カタフラクトパイロット）
- 四月は君の嘘（観客）
- SHIROBAKO（三浦）
- 天体のメソッド（受付）
- 大怪獣ラッシュ ウルトラフロンティア（ヒッポリト星人ケイブ）

2015年
- ガッチャマン クラウズ インサイト（老人、男子学生、町内会長）
- デュラララ!!×2（2015年 - 2016年、ニタリ弟） - 2シリーズ

2016年
- うたの☆プリンスさまっ♪ マジLOVEレジェンドスター（友千香のマネージャー）
- OZMAFIA!!（マンボイ）
- 石膏ボーイズ（教師、アシスタントディレクター）
- TO BE HERO（獣王ウルバロプス、解説宇宙人）
- とんかつDJアゲ太郎（学生、帽子客）
- ぴったんこ!ねこざかな（2016年 - 2020年、大ダコ、カメじい） - 2シリーズ
- ぼのぼの（2016年 - 2023年、アライグマくんのおとうさん〈初代〉、トド、イノシシ、夏屋さん / 冬屋さん、カシラ 他）
- 私がモテてどうすんだ（教師、カメコ、おじさん、面接官）

2017年
- 神撃のバハムート VIRGIN SOUL（庶民男、兵士）
- ベイブレードバースト ゴッド（アナウンサー）
- スナックワールド（2017年 - 2018年、衛兵A、研究員A、狼男 / オオカミ男、スカードン）
- マーベル フューチャー・アベンジャーズ（長老C）
- アイドルマスター SideM（スタッフ）

2018年
- 刻刻（雇われ組、チンピラ、田辺）
- PERSONA5 the Animation（2018年 - 2019年、機動隊 隊長、男性アナウンサー、男性キャスター） - 1シリーズ + 特別編前後編
- レイトン ミステリー探偵社 〜カトリーのナゾトキファイル〜（老人夫）
- ヒナまつり
- RELEASE THE SPYCE（若頭）
- 抱かれたい男1位に脅されています。（スタッフA）

2019年
- 魔法少女特殊戦あすか（深山恒夫）
- ポチっと発明 ピカちんキット（ノットリじぃ、大男）
- エッグカー（2019年 - 2020年、ピラフ、アリA）
- スタンドマイヒーローズ PIECE OF TRUTH（犯人、親戚）
- どるふろ（2019年 - 2020年、ダイナーゲート〈機械犬〉、広告ナレーター2、にわとりさん、男性警察官） - 2シリーズ
- あひるの空（審判）
- 星合の空（太洋の父）
- ドラえもん（テレビ朝日版第2期）（2019年 - 2020年、根住、コート姿の男）

2020年
- デュエル・マスターズ シリーズ（2020年 - 2022年、ウシキン☆チャンネル、大樹王 ギガンディダノス、正義帝、正義星帝〈鬼羅.Star〉、「正義星帝」〈ライオネル.Star〉 他） - 4シリーズ
- 社長、バトルの時間です!（ヴォルフ、チンピラ）
- 白猫プロジェクト ZERO CHRONICLE（白の騎士）
- LISTENERS リスナーズ（住民）
- カードファイト!! ヴァンガード外伝 イフ-if-（覇天戦神 スサノオ）
- アクダマドライブ（署員）
- 100万の命の上に俺は立っている（グロビ）
- キングスレイド 意志を継ぐものたち（貴族）

2021年
- ゲキドル（アナウンス）
- MARS RED（高田少将）
- マブラヴ オルタネイティヴ（2021年 - 2022年、兵士、スティングレイ1、オペレーター） - 2シリーズ

2022年
- 薔薇王の葬列（ランカスター兵）
- 永遠の831（双六）
- プラチナエンド（初老の男性、男性アナウンサー）
- 境界戦機（シドニー・グリーン）
- 名探偵コナン 犯人の犯沢さん（乗客、警備員）

2023年
- うる星やつら (2022)（草男）
- イジらないで、長瀞さん 2nd Attack（親）
- 機動戦士ガンダム 水星の魔女（SP）

2024年
- アイドルマスター シャイニーカラーズ 2nd season（番組P）

### 劇場アニメ
- アテルイ（2002年、若者のチト）
- 劇場版 甲虫王者ムシキング グレイテストチャンピオンへの道（2005年）
- おおかみこどもの雨と雪（2012年）
- CYBORG009 CALL OF JUSTICE（2016年、フランス代表、ガーディアン隊員B）
- 青鬼 THE ANIMATION（2017年、テープの声〈関口〉）
- 劇場版 幼女戦記（2019年、兵士）

### OVA
- ナースウィッチ小麦ちゃんマジカルてZ（2004年、ウィルス）

### Webアニメ
- 雛蜂-BEE-（2015年、SWAT隊長、お父さん、一般人H）
- モンストアニメ 消えゆく宇宙編（2017年、隊長、男）
- どるふろ -癒し篇2-（2021年、にわとりさん、巨大ダイナーゲート、ダイナーゲート兵たち、ダイナーゲート）

### ゲーム
2001年
- てんたま -1st sunny side-（相沢貴史）

2002年
- My Merry May（萩本亮）

2005年
- キングダム ハーツII
- My Merry May with be（萩本亮）

2011年
- Starry☆Sky 〜After Autumn〜（神父）

2012年
- クロヒョウ2 龍が如く 阿修羅編（金城風太）

2013年
- OZMAFIA!!（マンボイ）
- 剣が君（鬼族、行商人）
- フェアリーフェンサー エフ（ガルド）
- ブランチ☆パニック!（キング☆スター、くちゃいおっちゃん）

2014年
- 結婚RPG 戦場のウェディング（カクタス）
- 喋る！海賊ファンタジア（義賊イシカワ・ゴエモン）
- 白猫プロジェクト（サマーソウル、フラワー）
- マブラヴ オルタネイティヴ トータル・イクリプス - PC版

2015年
- OZMAFIA!! -vivace-（マンボイ）
- 幻獣契約クリプトラクト（ギュスト、シュヴァイン、ゼガル）
- フェアリーフェンサー エフ ADVENT DARK FORCE（ガルド）

2016年
- クイズRPG 魔法使いと黒猫のウィズ（オーリントール・バイア、ウラジア・カタル）

2019年
- 崩壊3rd（灰蛇）

2020年
- 聖剣伝説3 TRIALS of MANA（ビル、フレイムカーン、じい、チキチータ）

2022年
- 聖剣伝説 ECHOES of MANA（ビル）

### ドラマCD
- 安倍晴明異聞〜音霊の抄〜（式1）
- 安倍晴明異聞〜双劔の抄〜
- E'S（街の男）
- THE MANZAI（男子）
- 少年陰陽師（異邦の妖異）
- 七星魔導史マフィン伝 魔剣の姫君と暗黒卿の秘儀（ギュンター）
- てんたま（相沢貴史）
- NightS（中国人）

### BLCD
- いやらしの彼〜レオパード白書4（リングアナ 他）
- 俺と上司の恋の話（重森[18]）
- 深想心理〜二重螺旋5（マスコミC）
- 青年発火点（友人B）
- ひだまりが聴こえる（ヤス）
- ひだまりが聴こえる-幸福論-（安田哲）
- 丸角屋の嫁とり（片岡 他）
- メトロ（担任）

### ラジオドラマ
- 叶桜と魔笛（医者）
- VOMIC この音とまれ!（教頭先生）
- VOMIC 食戟のソーマ

### 吹き替え

#### 映画
- 戦火の馬
- タイタンの逆襲（ガレノス）
- ニューヨークの恋人 ※日本テレビ版
- ハリー・ポッターと死の秘宝 PART2
- FRANK -フランク-（ドン）
- ブレイド3
- ラコニア号 知られざる戦火の奇跡

#### ドラマ
- カンフーサッカー（ラウワー）
- ごめん、愛してる
- 24 -TWENTY FOUR-（アダム）
- 夏の香り

#### アニメ
- パワーパフガールズ（ブーマー）
- リロ&スティッチ

### 特撮
- 宇宙戦隊キュウレンジャー（2017年、デンビルの声）

### ボイスオーバー
- 世界ルーツ探険隊
- ブラマヨ衝撃ファイル 世界のコワーイ女たち
- 不思議探求バラエティー ザ・世界ワンダーX

### ナレーション
- Amazon Audible「軍事郵便」（ナレーター、朗読）

### ブルーレイ・DVD
- 東京ディズニーリゾート ドリームフォースマイルII《ダイジェスト版》スペシャルイベント編　ショー&パレード編（ブルーレイ／DVD、2015年2月4日発売）（ブーマー）

### 舞台
- 劇団ヘロヘロQカムパニー公演 無限の住人（八角蔦五）

### シリーズ一覧
1. ↑  第1クール『デュラララ!!×2 承』（2015年）、第3クール『デュラララ!!×2 結』（2016年）
2. ↑  第1期（2016年 - 2017年）、第2期『ぴったんこ!!ねこざかな』（2017年 - 2020年）
3. ↑  テレビシリーズ（2018年）、特番『Dark Sun...』（2018年）、特番『Stars and Ours』（2019年）
4. ↑  第1期『-癒し篇-』（2019年）、第2期『-狂乱篇-』（2019年 - 2020年）
5. ↑  【デュエル・マスターズ（2017年版）】

第3期『デュエル・マスターズ!!』（2020年）

【デュエル・マスターズ キング】

第1期（2020年 - 2021年）、第2期『キング！』（2021年 - 2022年）、第3期『キングMAX』（2022年）
6. ↑  第1期（2021年）、第2期（2022年）